# Serguéi Morozov
Serguéi Morozov (21 de marzo de 1988) es un atleta ruso especializado en marcha atlética. 
En 2005 conquistó el oro en el Campeonato Mundial Juvenil de Atletismo de 2005 celebrado en la ciudad de Marrakech. El año siguiente ganó en la Copa del Mundo de Marcha Atlética de 2006.
En el Europeo Junior de 2007 volvió a subir a lo más alto del podio.
El 5 de agosto de 2008, Morozov y sus compañeros de entrenamiento, Vladímir Kanaikin, Víktor Burayev y Alekséi Voyevodin, así como a Ígor Yerojin y Anatoli Kukushkin fueron sentenciados por IAAF a permanecer apartados de la competición durante dos años después de dar positivo en pruebas de eritropoyetina (EPO).

## Mejores marcas personales
| Mejores marcas personales | Mejores marcas personales | Mejores marcas personales | Mejores marcas personales |
| Distancia                 | Tiempo                    | Lugar                     | Fecha                     |
| ------------------------- | ------------------------- | ------------------------- | ------------------------- |
| 3.000 m. PC               | 11:52.1                   | San Petersburgo, Rusia    | 18 de marzo de 2004       |
| 10.000 m.                 | 40:02.88                  | Hengelo, Países Bajos     | 21 de julio de 2007       |
| 10 km.                    | 39:45                     | Ádler, Rusia              | 19 de febrero de 2006     |
| 20.000 m.                 | 1h:28:02.0                | San Petersburgo, Rusia    |                           |
| 20 km.                    | 1h:16:43                  | Saransk, Rusia            | 8 de junio de 2008        |
| PC - Pista Cubierta       |                           |                           |                           |